# Erythroargyrops elegans
Erythroargyrops elegans là một loài ruồi trong họ Tachinidae.